# حسام الطبوبي
حسام الدين الطبوبي (مواليد 16 أكتوبر 1991) لاعب كرة قدم تونسي يلعب كلاعب وسط يلعب في نادي الهداية السعودي.

## مسيرة اللاعب
لعب سابقاً في أندية الترجي والملعب القابسي وقرمبالية ومستقبل قابس وشبيبة القيروان والاتحاد المنستيري والأولمبي الباجي واتحاد بنقردان ونادي أبها ونادي حطين ونادي الجيل ونادي مسيمير والنجم الرياضي بالمتلوي وأولمبيك سيدي بوزيد ونادي الروضة ونادي الهداية.

## روابط خارجية
- حسام الطبوبي على موقع قاعدة بيانات كرة القدم.إي يو (الإنجليزية)
- حسام الطبوبي على موقع Soccerway.com (الإنجليزية)